# سرزمین ایلینوی
سرزمین ایلینوی ( فرانسوی: Pays des Illinois‎ [pɛ.i dez‿i.ji.nwa] ؛ ت.ت. '"land of the Illinois (plural)"'  مردم ایلینوی ) — گاهی اوقات به عنوان لوئیزیانا بالا (اشاره فرانسوی: Haute-Louisiane‎ [ot.lwi.zjan] ؛ اسپانیایی: Alta Luisiana‎ ) — منطقه وسیعی از فرانسه جدید بود که در دهه ۱۶۰۰ در منطقه غرب غربی ایالات متحده مورد ادعا قرار گرفت. در حالی که این اسامی عموماً به کل حوزه آبخیز رودخانه می سی سی پی اشاره می‌کردند، شهرک های مستعمره فرانسه در امتداد رودخانه های می سی سی پی و ایلینوی در محل کنونی ایالاتایلینوی و میسوری متمرکز شده بودند با پاسگاه هایی ایندیانا. در سال ۱۶۷۳ از سفر اکتشافی از گرین بی به رودخانه آرکانزاس توسط فرانسوی کانادایی‌هایی بنام‌های لوئیس جولیت و ژاک مارکت، منطقه توسط فرانسه مورد ادعا قرار گرفت. این در درجه اول از Pays d'en Haut در زمینه تجارت خز حل و فصل شد. با گذشت زمان، تجارت خز تعدادی از فرانسوی‌زبان‌ها را به مناطق کوهستانی راکی، به ویژه در امتداد شاخه های دره وسیع رودخانه میسوری کشاند. نام فرانسوی، Pays des Ilinois، به معنی "سرزمین ایلینوی [جمع]" است و اشاره ای به کنفدراسیون ایلینوی ، گروهی از اقوام بومی آلگونکی است.
تا سال ۱۷۱۷، ایالت ایلینوی توسط استان فرانسه کانادا (فرانسه نو) اداره می‌شد، اما به دستور پادشاه لوئی پانزدهم، ایالت ایلینوی به استان فرانسه لوئیزیانا ضمیمه شد، با این که مرز اداری شمال شرقی تا حدودی مبهم در بالای رود ایلینوی یا نزدیک آن قرار داشت.  بنابراین قلمرو به "لوئیزیانای فوقانی" معروف شد. در اواسط قرن هجدهم ، شهرکهای اصلی شامل کاهوکیا ، کاسکاسکیا ، شارتر ، سنت فیلیپ و پریری دو روچر ، همه در سمت شرقی می سی سی پی در ایلینوی کنونی بودند. و سینت جنویو روی رودخانه میسوری ، و همچنین فورت وینسنس در ایندیانای کنونی.
در نتیجه شکست فرانسه در جنگ فرانسه و سرخپوستان در ۱۷۶۴، ایالت ایلینوی در شرق رودخانه می سی سی پی به انگلیسی ها واگذار شد و بخشی از استان کبک بریتانیا شد. زمین غرب رودخانه ( لوئیزیانا) به اسپانیایی‌ها واگذار شد.
در طول انقلاب آمریکا، جورج راجرز کلارک ویرجینیا، رهبری مبارزات ایلینوی علیه انگلیسی‌ها را بر عهده داشت. ایالت ایلینوی در شرق رودخانه می‌سی‌سی‌پی به همراه قسمت وسیعی از آن زمان در ایالت اوهایو، بخشی از شهرستان ایلینوی، ویرجینیا شد، که برمبنای حق فتح آن ادعا شده بود. این شهرستان در سال ۱۷۸۲ لغو شد. در سال ۱۷۸۴، ویرجینیا ادعاهای خود را واگذار کرد. بخشی از این منطقه در قلمرو شمال غربی ایالات متحده ادغام شد. این نام بین سالهای ۱۸۰۹ تا ۱۸۱۸ به عنوان قلمرو ایلینوی و بعد از پذیرش آن در اتحادیه در ۱۸۱۸ به عنوان ایالت ایلینوی ادامه یافت. بخش باقی مانده ایالت ایلینوی در غرب می سی سی پی توسط ایالات متحده در خرید لوئیزیانا در سال ۱۸۰۳ خریداری شد.

## مراجع

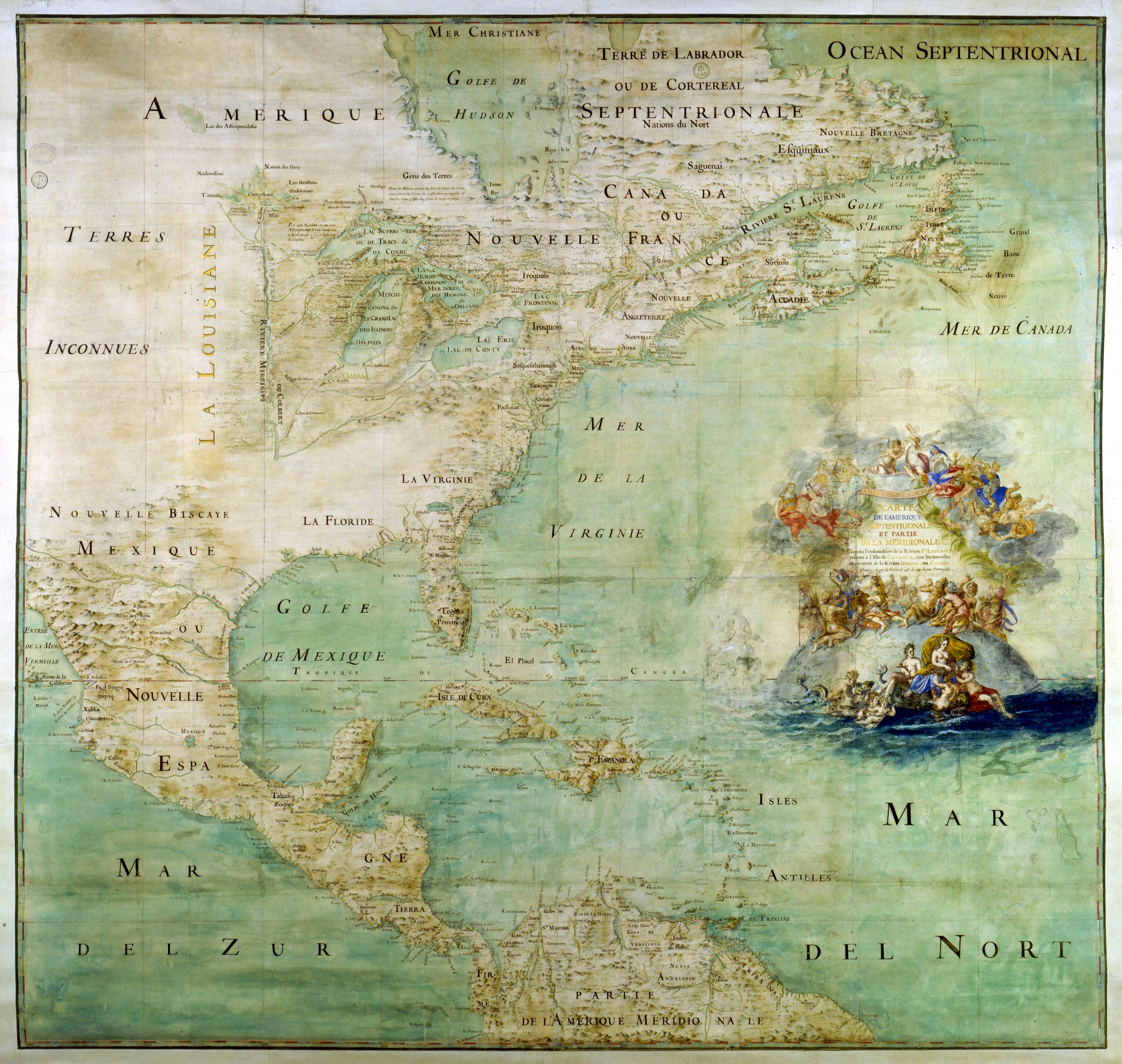
نقشه جهان ۱۶۸۱: فرانسه جدید و دریاچه های بزرگ در شمال ، با خطی تیره به عنوان رودخانه می سی سی پی در غرب و دهانه رودخانه (و نیواورلئان آینده) سپس terra incognita. منطقه در جنوب غربی دریاچه های بزرگ برچسب گذاری شده است ، Pays des Illinois.

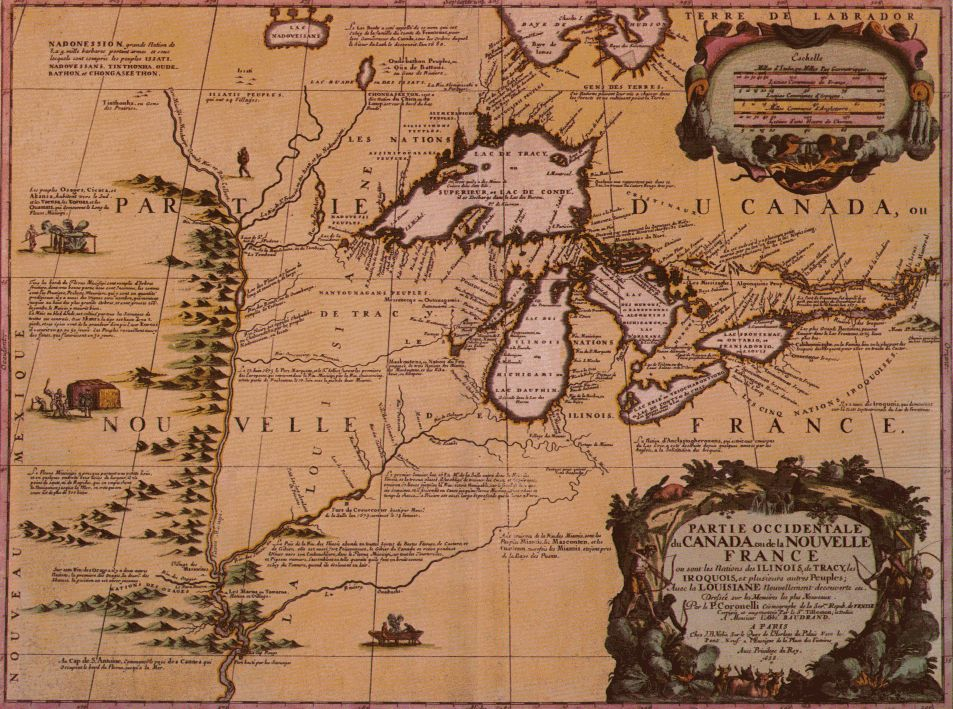
نقشه غرب فرانسه جدید، از جمله کشور ایلینوی ، توسط وینچنزو کورونلی ، ۱۶۸۸

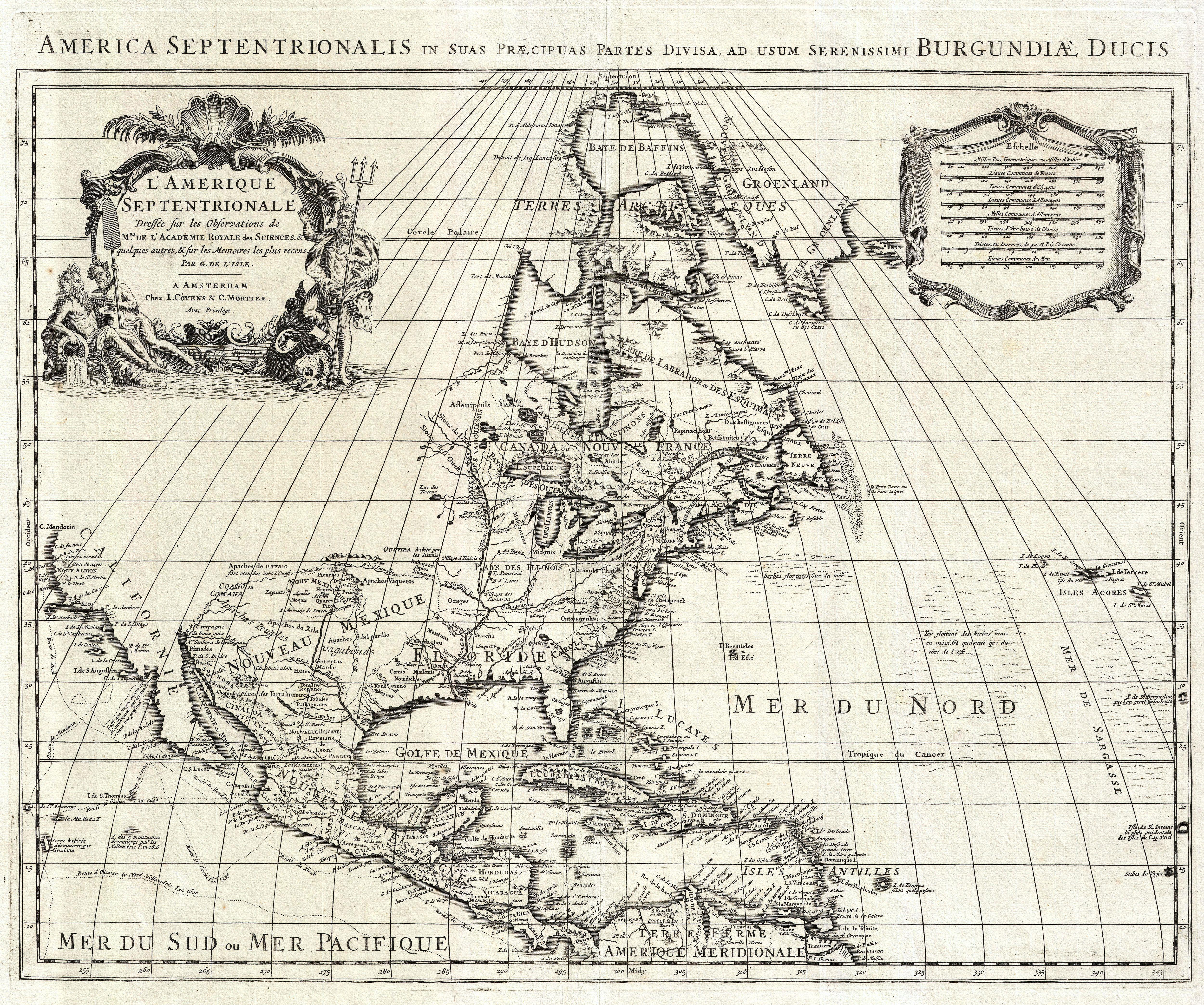
نقشه فرانسوی آمریکای شمالی ۱۷۰۰ (Covens and Mortier ed. 1708) - "PAYS DES ILINOIS" ، نزدیک مرکز

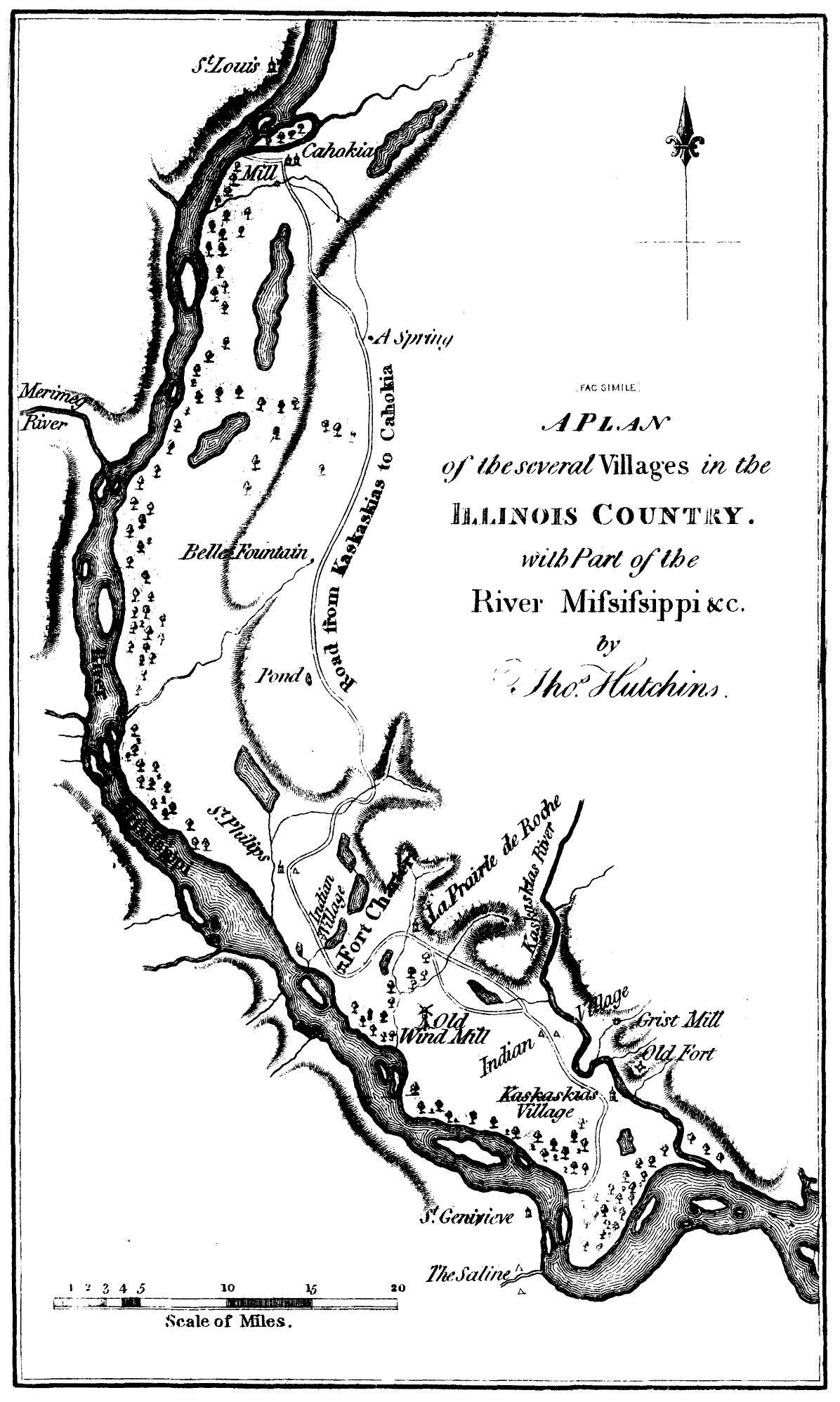
نقشه شهرک های توماس هاچینز در ایلینوی در سال ۱۷۷۸

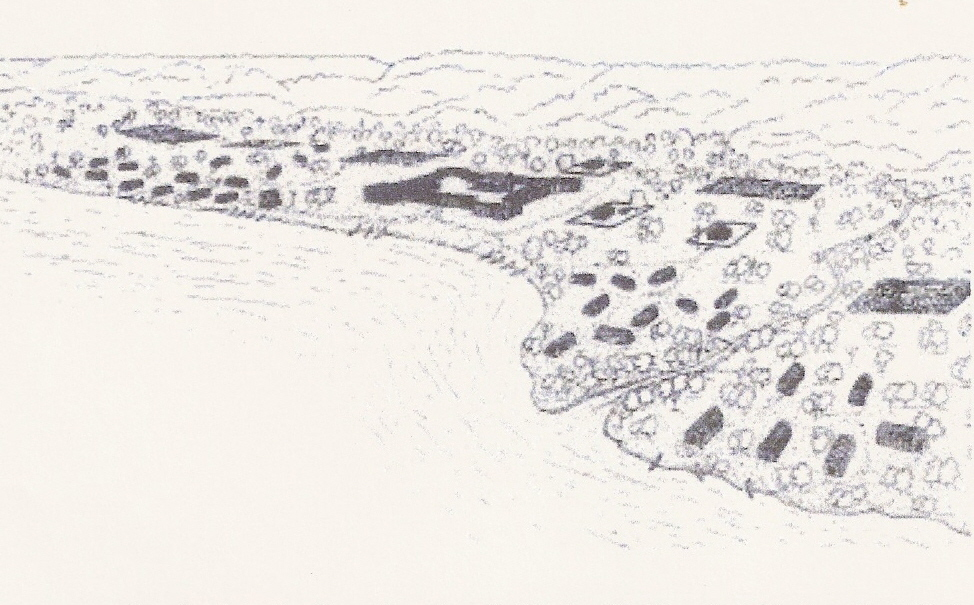
قلعه پیمیتویی (Peoria قدیمی) حدود ۱۷۰۲

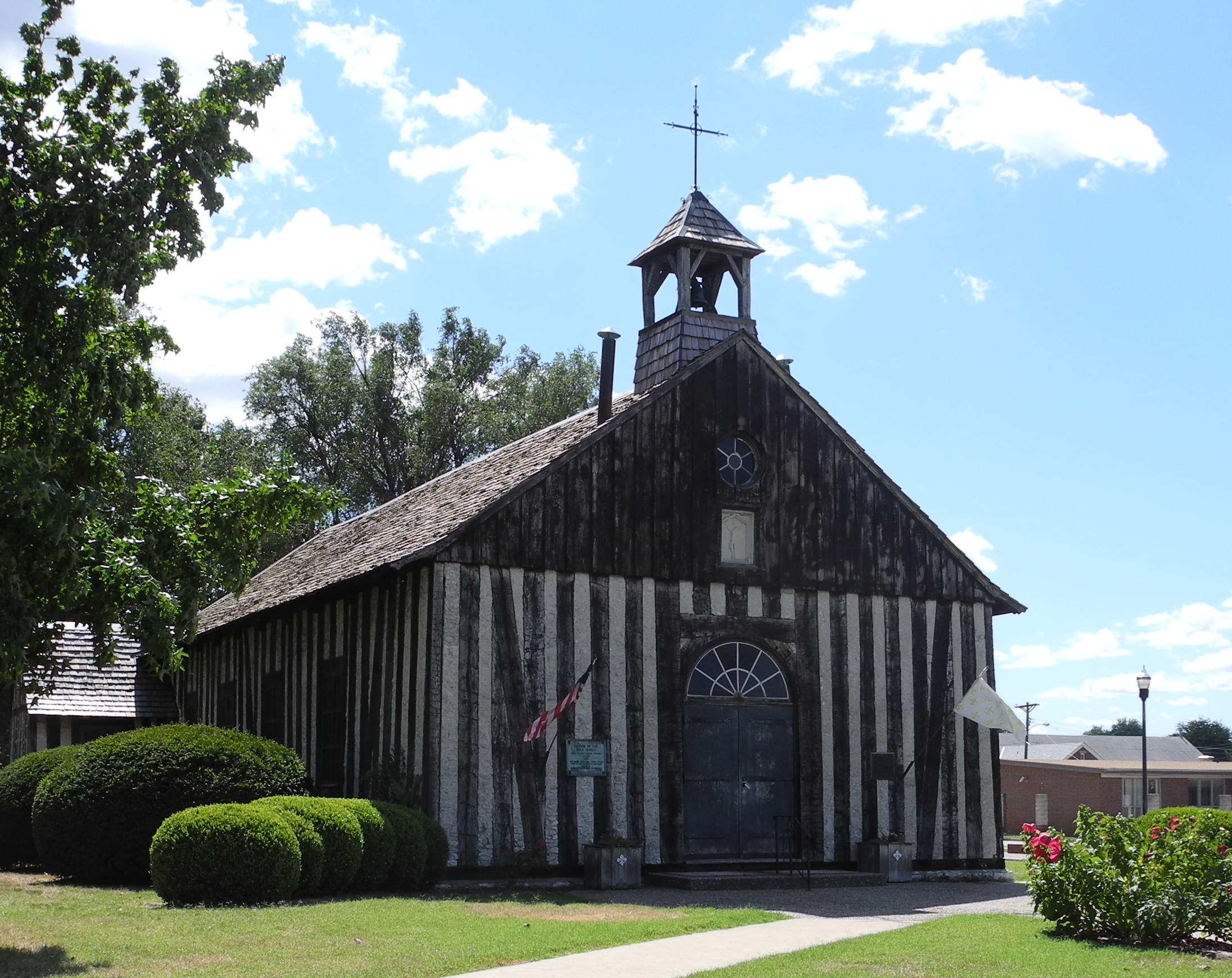
کلیسای فرانسوی خانواده مقدس در Cahokia

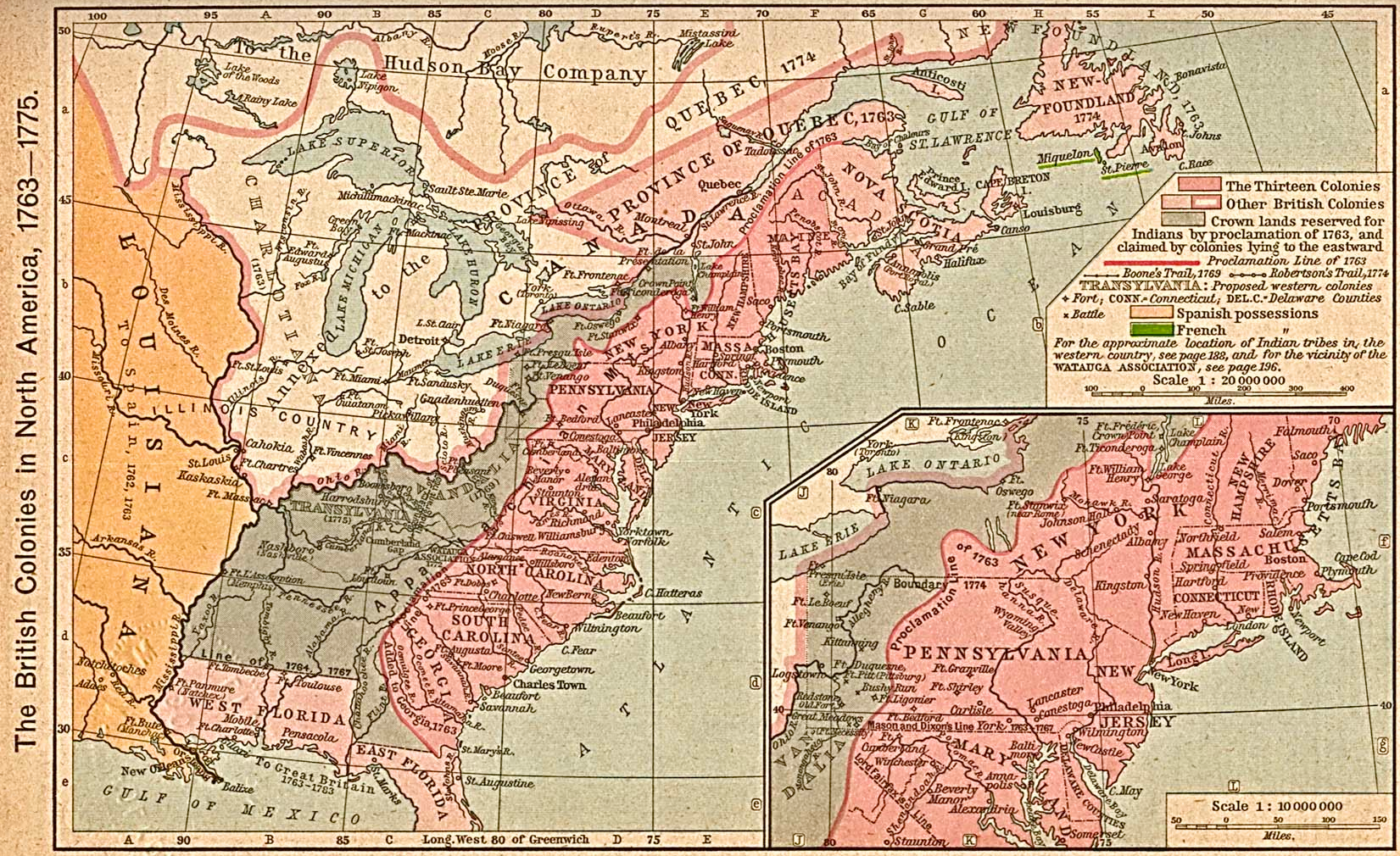
نقشه استان کبک آمریکا بریتانیا و رودخانه ترانس می سی سی پی ، ایالت ایلینوی (چپ وسط) تحت قانون کبک 1774.

1. ↑  New York State Historical Association (1915). Proceedings of the New York State Historical Association with the Quarterly Journal: 2nd-21st Annual Meeting with a List of New Members. The Association. It is most probable that the Bourbon Flag was used during the greater part of the occupancy of the French in the region extending southwest from the St. Lawrence to the Mississippi, known as New France... The French flag was probably blue at that time with three golden fleur - de - lis ....
2. ↑  W. Stewart Wallace (1948). The Encyclopedia of Canada, Vol. II, Toronto, University Associates of Canada. pp. 350–351. During the French régime in Canada, there does not appear to have been any French national flag in the modern sense of the term. The "Banner of France", which was composed of fleur-de-lys on a blue field, came nearest to being a national flag, since it was carried before the king when he marched to battle, and thus in some sense symbolized the kingdom of France. During the later period of French rule, it would seem that the emblem...was a flag showing the fleur-de-lys on a white ground.... as seen in Florida. There were, however, 68 flags authorized for various services by Louis XIV in 1661; and a number of these were doubtless used in New France
3. ↑  "Fleur-de-lys | The Canadian Encyclopedia". www.thecanadianencyclopedia.ca.
4. ↑  "INQUINTE.CA | CANADA 150 Years of History The story behind the flag". inquinte.ca.
5. ↑  Carrière, J. -M. (1939). "Creole Dialect of Missouri". American Speech. Duke University Press. 14 (2): 109–119. doi:10.2307/451217. JSTOR 451217.